# Wuling Longka
Wuling Longka – samochód dostawczy typu pickup klasy średniej produkowany pod chińską marką Wuling od 2024 roku.

## Historia i opis modelu
W maju 2023 Wuling przedstawił kolejny model w linii samochodów dostawczych, tym razem pod postacią dużego, flagowego Longka. Przyjął on postać pickupa ze skrzyniową zabudową, z jednobryłowym nadwoziem o pionowym kształcie i jednostką napędową umieszczoną między fotelami. W surowej i prostej kabinie pasażerskiej na szczycie kokpitu zamontowano 8-calowy ekran systemu multimedialnego.
Do napędu Wulinga Longka wykorzystany został wolnossący, 2-litrowy benzynowy silnik o mocy 134 KM o prędkości maksymalnej ograniczonej do 105 km/h. Jednostkę połączono wyłącznie z 5-stopniową, manualną skrzynią biegów.

### Sprzedaż
Wuling Longka powstał wyłącznie z myślą o wewnętrznym, chińskim rynku, poszerzając lokalne portfolio w maju 2023 roku jako kolejny samochód dostawczy z zabudową skrzyniową.

### Silnik
- R4 2.0l 134 KM